# Sophie Michaud Gigon
Sophie Michaud Gigon (20 de janeiro de 1975, Lausanne, Suíça) é uma política suíça do Partido Verde que actualmente serve como membro do Conselho Nacional.

## Educação e início da vida
Ela cresceu na suíça romanda, a parte francófona da Suíça. Ela estudou alemão, francês e ciências políticas nas universidades de Lausanne, Tübingen e Zurique. Em Tübingen frequentou a universidade através do programa Erasmus.

## Carreira profissional
Em 2008, assumiu o secretariado da parte francófona da Suíça para a Pro Natura. Desde 2017 é secretária-geral da associação de direitos do consumidor Fédération Romande des Consommateurs.

## Carreira política
Ela entrou no conselho municipal de Lausanne em 2007. Como conselheira municipal para os verdes, ela enfatizou que, se forem feitas melhorias de infraestrutura, elas também devem abranger algumas zonas verdes no ambiente imediato. Foi eleita para o Conselho Nacional nas eleições federais em outubro de 2019, e assumiu o cargo em dezembro do mesmo ano. No Conselho Nacional, faz parte da comissão de economia e impostos.

## Vida pessoal
Ela é casada e tem dois filhos.